# یان گونتنر
یان گونتنر (لهستانی: Jan Güntner؛ زادهٔ ۱۷ ژوئن ۱۹۳۱) یک هنرپیشه و کارگردان نمایش اهل لهستان است.
او یکی از هنرمندان فعال پیونیتسا پد بارانامی بود و بابت فعالیت‌های هنری‌اش برندهٔ نشان افتخار تولد لهستان شد.